# Carles Baguer
 (mai 2024).
Si vous disposez d'ouvrages ou d'articles de référence ou si vous connaissez des sites web de qualité traitant du thème abordé ici, merci de compléter l'article en donnant les références utiles à sa vérifiabilité et en les liant à la section « Notes et références ».
Carles Baguer (né en mars 1768 à Barcelone et mort dans cette même ville le 29 février 1808) est un organiste et compositeur espagnol.

## Biographie
Carlos Baguer consacre vingt-deux années de son existence aux orgues de la cathédrale de Barcelone, à l'époque où Francesc Queralt est maître de chapelle. Il obtient la charge d'organiste comme suppléant en 1786 à la demande de son oncle Francesc Mariner. À la mort de ce dernier, il devient l'organiste titulaire de la cathédrale en 1789, poste qu'il détient jusqu'à sa mort. Malgré ses liens avec l'évêché de Barcelone, il a surtout bénéficié de la formation musicale de son oncle.
Il est une des figures musicales les plus importantes en Catalogne d'alors. Il a une réputation spéciale pour des interprétations et des improvisations sur l'orgue.

## Œuvres
Il a écrit de nombreuses œuvres pour le clavier — sonates, toccatas, symphonies, rondos, menuets, variations —, une importante collection de musique religieuse aussi bien liturgique — Messes, Magnificat, Psaumes, etc. — qu'en langue vernaculaire — chants de Noël, arias, cavatines, polonaises, oratorios, et « Drames Sacrés » —, un opéra présenté en 1797 à Barcelone (au Teatre de la Santa Creu) : La Princesse Philosophe, et de la musique de chambre.
Ses dix-neuf symphonies font de lui, avec Luigi Boccherini et Gaetano Brunetti, le symphoniste principal de l'Espagne dans l'ère classique. La plupart de ses symphonies sont clairement sous l'influence des maîtres italiens et allemands — notamment Pleyel et Joseph Haydn, sans en avoir ni l'importance ou le génie... Baguer reste un petit maître.

### Œuvres pour clavier
- Sonate n° 2 en sol mineur, pour clavier
- Sonate n° 4 en la majeur, pour clavier
- Sonate n° 16 en Mi bémol majeur
- Sonate n° 52 (?) en si bémol majeur

### Musique de chambre
- Sonata para clarines y cadireta
- Sonata per a corneta

### Symphonies
- Symphonie n° 1 en do majeur
- Symphonie n° 2 en do mineur (1790)
- Symphonie n° 3 en ré majeur
- Symphonie n° 4 en ré majeur
- Symphonie n° 5 en ré majeur
- Symphonie n° 6 en ré majeur
- Symphonie n° 7 en ré majeur
- Symphonie n° 8 en ré majeur
- Symphonie n° 9 en ré majeur
- Symphonie n° 10 en ré majeur
- Symphonie n° 11 en ré majeur
- Symphonie n° 12 en mi bémol majeur (c. 1786)
- Symphonie n° 13 en mi bémol majeur
- Symphonie n° 14 en mi bémol majeur
- Symphonie n° 15 en mi bémol majeur
- Symphonie n° 16 en sol majeur (c. 1790)
- Symphonie n° 17 en si bémol majeur
- Symphonie n° 18 en si bémol majeur (1790)
- Symphonie n° 19 en si bémol majeur (1790)

### Concerto
- Concerto pour deux bassons et orchestre en fa majeur

### Opéra
- La principesa filósofa (1797), opéra sur un livret de Carlo Gozzi, inspiré de la comédie El desdén con el desdén d'Agustín Moreto création : Barcelone, 1797 Teatre de la Santa Creu.

### Oratorios
- La mística Rachel en lamento figura de Ntra. Sra. Madre adolorida, en la pasión y muerte de su Divino Hijo
- Mort d'Abel (1802)
- No te abandones
- El Santo Job drame sacré (1804)
- La adoración del Niño Diós por los ángeles y pastores drame sacré (1805)
- La resurrección de Lázaro drame sacré (1806)
- La partida del hijo pródigo drame sacré (1807)
- El regreso á Bara su patria del Dr. Josef Oriol (1807)
- El regreso del hijo pródigo (1807)

### Œuvres liturgiques
- Messe pour quatre voix et accompagnement
- Messe pour deux et trois voix avec accompagnement
- Messe pour quatre voix et accompagnement
- Messe pour quatre voix et accompagnement sur le thème "Gaudont in coelis"
- Messe pour huit voix et accompagnement
- Kyrie et Gloria pour quatre voix et accompagnement
- Magnificat pour quatre voix et accompagnement

### Autres œuvres avec voix
- Versos del 6e, to per a l'"Agnus Dei", pour voix et orgue
- Versos del 6e. to per al "Sanctus", pour voix et orgue
- Ofertori, pour voix et orgue
- Preludi al tercer salm de nones, pour 3 voix et orgue
- Al rigor de adversa suerte, aria pour contralto
- Bello infante, aria
- Dios supremo Cavatine, récitatif et polca
- El dolor, la venganza, aria pour basse
- La dulce memoria, aria pour ténor
- Este nuevo resplandor, aria pour contralto
- Este placer que siento : cuarteto
- Fratres sobri es tote completas pour quatre voix et accompagnement
- Frates sobri estote completas pour quatre voix et accompagnement
- Hasta que mi contrario, aria pour basse
- Rondó de nazards, pour voix et orgue
- La tranquilidad : Polaca para Tiple
- Vamos presto a el Niño pour chœur et aria de ténor
- Villancico à quatre voix et accompagnement (comprend : El cielo permite, Logre Job Diós compasivo, Los astros radiantes)

## Discographie sélective
- Symphonies n° 12, 13, 16 & 18 - M. Bamert (1996, Chandos)
- Simfonies par l'ensemble Acadèmia 1750, dir. Farran James (2009, label Columna Música)